# カイ・ジョーンズ
カイ・マルティネス・ジョーンズ（Kai Martinez Jones, 2001年1月19日 - ）は、バハマのナッソー出身のプロバスケットボール選手。NBAのダラス・マーベリックスにツーウェイ契約で所属している。ポジションはセンター。

## 経歴

### 生い立ち
バハマで生まれ育ち、11歳のときにアメリカ合衆国へ移住したが、高校進学前に走幅跳の選手になることを目指してバハマに帰国した。その後15歳で初めてバスケをプレーした。

### ハイスクール
2017年にバハマで行われたNBA選手主催のトレーニングキャンプに参加。同じバハマ出身で、後に2018年のNBAドラフトで全体1位指名を受けるディアンドレ・エイトンと共にNBA選手からアドバイスを受け、アメリカでバスケをプレーすることを望むようになる。
その後再びアメリカに渡り、オーランド・クリスチャン・プレップスクールに進学。2017-18シーズンはチームを州大会優勝に導いた。高校時代は毎日午前4時45分に起きて練習を始め、放課後も熱心に練習していたという。学業面でも平均評定4.2と優秀な成績を記録した。
2018年夏にイタリアで行われたNBAの国際キャンプに参加した。2018-19シーズンはブルースター・アカデミーでプレーし、チームを全米プレップスクール選手権で準優勝に導いた。

### リクルート
ESPNなどの主要サイトから4つ星評価を受け、テキサス大学オースティン校、アリゾナ大学、カンザス大学、オレゴン大学からオファーを受けた中で、2018年10月15日にテキサス大学オースティン校への進学を決断した。

### カレッジ
ヘッドコーチのシャカ・スマートから、「自分が指導してきた中で最も熱心なビッグマンだ」と評価されたが、1年目の2019-20シーズンは十分な出場機会が与えられなかった。
2年目の2020-21シーズンは主にベンチ出場から平均8.8得点、4.8リバウンド、0.6アシストの成績を記録し、ビッグ12カンファレンスのシックスマン賞を受賞。シーズン終了後に2021年のNBAドラフトにアーリーエントリーすることを表明した。

### シャーロット・ホーネッツ
2021年のNBAドラフトにて1巡目全体19位でニューヨーク・ニックスから指名され、直後のトレードで交渉権がシャーロット・ホーネッツへ放出。その後にホーネッツとのルーキー契約に合意した。
2022-23シーズン終了後、SNS上でチームメイトを批判するなどの過激な発言が目立つようになり、2023年9月30日に無期限でチームから離脱することが発表された。その後、10月11日に解雇された。

### デラウェア・ブルーコーツ
2024年3月15日にフィラデルフィア・76ersとの10日間契約に合意した。Gリーグのデラウェア・ブルーコーツでは試合に出場したものの、NBAでの出場がないまま契約を満了した。

### ロサンゼルス・クリッパーズ
4月14日にロサンゼルス・クリッパーズとのシーズン終了までの契約に合意したが。7月9日にクリッパーズと再契約したが、10月19日にツーウェイ契約に切り替えられた。2025年3月1日にクリッパーズから解雇された。

### ダラス・マーベリックス
2日後にダラス・マーベリックスとのツーウェイ契約に合意した。

## 個人成績

### NBA

#### レギュラーシーズン
| シーズン | チーム | GP  | GS | MPG  | FG%  | 3P%  | FT%  | RPG | APG | SPG | BPG | PPG  |
| -------- | ------ | --- | -- | ---- | ---- | ---- | ---- | --- | --- | --- | --- | ---- |
| 2021–22  | CHA    | 21  | 0  | 3.0  | .643 | .500 | .375 | .5  | .2  | .0  | .1  | 1.0  |
| 2022–23  | CHA    | 46  | 0  | 12.0 | .558 | .211 | .731 | 2.7 | .3  | .4  | .7  | 3.4  |
| 2024–25  | LAC    | 28  | 0  | 7.4  | .722 | .000 | .750 | 1.6 | .4  | .2  | .5  | 2.2  |
| 2024–25  | DAL    | 12  | 6  | 21.7 | .836 | .333 | .700 | 6.6 | 1.3 | .8  | .8  | 11.4 |
| 通算     | 通算   | 107 | 6  | 10.1 | .671 | .231 | .682 | 2.4 | .4  | .3  | .5  | 3.5  |

### カレッジ
| シーズン | チーム   | GP | GS | MPG  | FG%  | 3P%  | FT%  | RPG | APG | SPG | BPG | PPG |
| -------- | -------- | -- | -- | ---- | ---- | ---- | ---- | --- | --- | --- | --- | --- |
| 2019-20  | テキサス | 27 | 10 | 16.7 | .500 | .292 | .636 | 3.2 | .4  | .5  | 1.1 | 3.6 |
| 2020-21  | テキサス | 26 | 4  | 22.8 | .580 | .382 | .689 | 4.8 | .6  | .8  | .9  | 8.8 |
| 通算     | 通算     | 53 | 14 | 19.7 | .553 | .345 | .677 | 4.0 | .5  | .7  | 1.0 | 6.2 |